# Coeficiente diferencial
Coeficiente diferencial em matemática descreve a alteração na proporção de uma grandeza em relação a alteração de outra grandeza, dependente da primeira. Em análise usa-se o coeficiente diferencial, para cálculo para definir uma função. Em análise numérica são usados para resolver equações diferenciais e para a determinação aproximada da derivada de uma função utilizada.

## Definição
Sendo f uma função em {\displaystyle [x_{0};x_{1}]\subset D_{f}}, então chamado de quociente
{\displaystyle \varphi (x,x+\Delta x)={\frac {f(x+\Delta x)-f(x)}{\Delta x}}}
o quociente da diferença de f no intervalo [x,x+Δx].
Escreve-se
{\displaystyle \!\,\Delta y=f(x+\Delta x)-f(x)}.
Resultando na expressão alternativa
{\displaystyle {\frac {f(x+\Delta x)-f(x)}{\Delta x}}={\frac {\Delta y}{\Delta x}}}
Quociente de diferença geometricamente correspondente a inclinação da secante ao gráfico de {\displaystyle f} que passa pelos pontos {\displaystyle (x_{0},f(x_{0}))} e {\displaystyle (x_{0}+\Delta x,f(x_{0}+\Delta x))}.

## Histórico
Para se referir à derivada, Sylvestre-François Lacroix seguiu as ideias de Gottfried Wilhelm Leibniz e utilizou-se da expressão coeficiente diferencial, apresentando os conceitos de diferença e diferencial, utilizando, como exemplo, de uma função u = ax3.
Na obra Traité élémentaire de calcul différentiel e de calcul integral (Tratado elementar de cálculo diferencial e integral), Lacroix afirma: "que exprime a relação das mudanças simultâneas da função e da variável, tomará o nome de coeficiente diferencial, porque a quantidade quando ela representa não é outra coisa senão o multiplicador da diferencial dx na expressão da diferencial du. Segue-se daqui, que o limite da relação dos aumentos ou o coeficiente diferencial da função se obterá dividindo a diferencial da função pela diferencial da variável, e reciprocamente obter-se-á o diferencial multiplicando o limite da relação dos aumentos, ou o coeficiente diferencial pela diferencial da variável."